# Маргарита Французская (королева Англии)
Маргарита Французская (фр. Marguerite de France; 1282 — 14 февраля 1318) — французская принцесса, дочь короля Франции Филиппа III Смелого и Марии Брабантской, супруга короля Англии Эдуарда I.

## Биография
Маргарита была младшей дочерью короля Франции Филиппа III Смелого и его второй жены Марии Брабантской. Старшим братом Маргариты был Людовик д’Эврё, сестрой — Бланка Французская. Кроме того, братьями по отцу ей приходились Филипп Красивый, через три года после её рождения ставший королём Франции, и Карл Валуа, чей сын положил начало династии Валуа на французском престоле.
В 1294 году, будучи наслышан о красоте Бланки, к ней посватался недавно овдовевший король Англии Эдуард I. Филипп IV принял английских послов и согласился дать разрешение на брак, если между странами будет подписано соглашение о мире, и Эдуард вернёт Франции провинцию Гасконь. На удивление, Эдуард принял эти условия и послал ко французскому двору за невестой своего брата Эдмунда Ланкастера. Но в Париже ему сообщили, что Бланка уже обещана в жёны Рудольфу Габсбургу, сыну австрийского герцога. Вместо неё Эдмунду предложили юную Маргариту, младшую сестру Бланки. Узнав об этом, Эдуард I пришёл в ярость и немедленно расторг соглашение. Военные действия между Англией и Францией возобновились. Лишь договор Монтрей, подписанный 19 июня 1299 года, положил конец войне между странами. Согласно его условий, Гиень переходила во владение Англии, Эдуард I брал в жёны Маргариту, за которой получал 15 000 фунтов приданого, а его старший сын Эдуард обязывался жениться на дочери Филиппа IV Изабелле, когда та достигнет брачного возраста.
8 сентября 1299 года в Кентерберийском соборе в Англии состоялась королевская свадьба. Эдуарду к тому моменту исполнилось шестьдесят, Маргарите — семнадцать. Трудно было поверить, что брак будет счастливым. Король вскоре вернулся к границам Шотландии, где уже несколько лет велась военная кампания, оставив жену в Лондоне. Спустя несколько месяцев пребывания в одиночестве Маргарита решила присоединиться к мужу. Это очень обрадовало Эдуарда, напомнив ему первую супругу Элеонору, которая часто сопровождала его в походах. Кроме того, Маргарита подружилась с детьми Эдуарда: Марией, которая много путешествовала по стране, несмотря на то, что была монахиней, и Эдуардом, наследником престола. Этим Маргарита заслужила искреннее расположение мужа. Их первый сын родился в усадьбе местечка Бротертон в Северном Йоркшире. Малышу дали имя в честь Святого Томаса. Всего у супругов было трое детей:
- Томас Бразертон (1 июня 1300—4 августа 1338), граф Норфолк, был женат на Алисе Хейлис, затем на Мэри Браос, имел троих детей.
- Эдмунд Вудсток (5 августа 1301—19 марта 1330), граф Кент, был женат на Маргарите Уэйк, сестре Томаса Уэйка, лорда Лидсдэйла, имел четверо детей.
- Элеонора Английская (4 мая 1306—1311)

Говорят, многие из тех, кто навлёк на себя немилость короля! смогли избежать чрезмерно сурового наказания лишь благодаря заступничеству Маргариты перед мужем. Сохранились документы, гласящие:«Помилован лишь благодаря ходатайству нашей любимой супруги Маргариты, королевы Англии». Брак Эдуарда и Маргариты оказался удачным и счастливым, несмотря на то, что Эдуард был старше супруги на 43 года, а Маргарита, судя по всему, не являлась красавицей. Супруги жили в любви и взаимном уважении. Когда в 1305 году умерла сестра Маргариты Бланка, Эдуард объявил при дворе траур. В следующем году Маргарита родила дочь, которую пожелала назвать Элеонорой, в честь первой жены Эдуарда. Это решение удивило многих, но оно лишь показало отсутствие ревности к памяти покойной королевы.
Эдуард I умер 7 июля 1307 года. Маргарита, оставшись вдовой в 25 лет, решила больше никогда не вступать в брак, говоря: «Когда Эдуард умер, все мужчины умерли для меня».
Последние годы жизни она провела в замке Мальборо в Уилтшире, используя своё приданое для помощи нуждающимся. Маргарита умерла через десять лет после смерти супруга, 14 февраля 1318 года. Ей было 35. Похоронили Маргариту в церкви Christ Church Greyfriars в Гринвиче.